# Oliva de la Frontera
Oliva de la Frontera es un municipio español, perteneciente a la provincia de Badajoz (comunidad autónoma de Extremadura).

## Toponimia
Oliva de la Frontera se ha conocido por diferentes nombres según han ido pasando los siglos. 
Desde la más remota antigüedad el pueblo se llamó Cesaróbriga. Se dice que fue un topónimo confeccionado por los conquistadores romanos en honor de Julio César y la fortaleza Obriga. 
Tras la Reconquista, según el sacerdote e historiador Adrián Sánchez Serrano, en los tiempos más primitivos el pueblo se llamó Valoliva o Val Oliva. Sin embargo, la referencia más antigua que se conserva data de mediados del siglo XIV (23 de noviembre de 1337). Según escritura pública de donación de Alfonso XI a D. Pedro Ponce de León, Sr. de Marchena, decía que hacía donación de una "Aldea llamada Granja del Olivar", cerca de Jerez de Badajoz (actual Jerez de los Caballeros).
Existen fuentes que confirman que, desde el siglo XV, el pueblo ya era conocido como Oliva, apareciendo también en algunos documentos como Villa del Condado y Señorío de Feria (1614-1628) o, simplemente, como Villa de Oliva (registros parroquiales del año 1641). También aparece con este último nombre en los registros de difuntos de la parroquia de San Marcos Evangelista hasta el año 1832.
Además, tal como afirma Francisco Díaz Díaz, abogado y teniente de alcalde, en un artículo del Programa de Ferias de 1949 titulado Oliva de la Frontera: «nuestro pueblo se llamó simplemente Oliva, según documentos antiquísimos y otros más recientes, tales como la ejecutoria sobre "tasas" y "granillos" de la finca del "Campo de Oliva" de este término expedida en Madrid en 1774».

### Cambio de nombre
A partir de 1836, hay constancia de que, sin que existiesen antecedentes históricos que lo avalasen, comenzó a llamarse "Oliva de Jerez", por la proximidad a Jerez de los Caballeros, aunque no hay ningún fundamento legal que justifique su nombre. 
Y así hasta el siglo XX, en que la localidad cambió este nombre por el actual de Oliva de la Frontera. El 30 de mayo de 1927, el Pleno del Ayuntamiento acuerda el cambio de nombre por el de Oliva de la Frontera, sumándose al acuerdo el Juzgado Municipal y la parroquia. 
Más tarde, el 28 de septiembre de ese mismo año, se lleva a cabo la ratificación del acuerdo por el Pleno, transcurrido el plazo legal sin reclamación. Se remite copia del acuerdo a la Real Sociedad Geográfica, la cual, opuesta como norma general a todo cambio de nombre, elevó en el caso de Oliva un razonado informe favorable al Ministerio de la Gobernación y precisamente en que se llamase Oliva de la Frontera y no Oliva simplemente, por existir varios pueblos con dicha denominación. 
Finalmente el 31 de octubre de 1928, se publica en la Gaceta de Madrid la Real Orden por la que su Majestad el Rey Alfonso XIII autoriza en lo sucesivo el cambio de Oliva de Jerez por el de Oliva de la Frontera. Desde entonces y hasta la actualidad, el pueblo se llama Oliva de la Frontera, con título de Villa por concesión del Consejo de Castilla a finales del siglo XVIII.

## Situación
Es un pueblo extremeño de la provincia de Badajoz. Está situado geográficamente al suroeste de la capital, de la que dista 84 kilómetros. Pertenece a la comarca de Sierra Suroeste y al partido judicial de Jerez de los Caballeros.
Su término municipal, situado en la Raya hispanoportuguesa, orilla al mismo tiempo con Portugal y con Andalucía (provincia de Huelva). Limita al norte con Zahínos y Villanueva del Fresno; al sur con Barrancos (Portugal) y Encinasola (Huelva); al este con Jerez de los Caballeros, y al oeste con Valencia del Mombuey.
Su término municipal tiene 149,3 kilómetros cuadrados. Actualmente el número de habitantes es 5 086, aunque en el año 1950 llegó a contar con más de 13 000 habitantes.

## Historia
Es evidente que Oliva de la Frontera, comparada con ciudades de una historia más larga que la nuestra, tiene un número limitado de monumentos, edificios y lugares de interés y significación histórico-cultural. Sin embargo, es nuestro deber conservarlo. Más aún, debemos darlo a conocer a las nuevas generaciones y hacérselo recordar a los que lo tienen en el olvido, revalorizándolos, no solo por su interés artístico o histórico, sino porque ellos son testimonio de nuestra historia y, como tales, pueden ayudar a definir nuestra identidad cultural.

### Periodo celta
Hace unos 27 años, adosados a las paredes del atrio del Santuario de la Virgen de Gracia, había dos tallas humanas de medio cuerpo, con el pelo cortado en uno y la coleta en otro, siendo la cara superior a lo normal, redondeadas y aplanadas, que, según D. Adrián Sánchez (investigador infatigable del "Colón" extremeño), representaban el sol y la luna y procedían de un templo erigido en la finca el Castillejo al dios Jano. Serían pues, ídolos celtas en un templo romano.
Posteriormente estas dos figuras se trasladaron a la azotea de la ermita, librándolas del toqueteo de los niños que ya les tenían desfigurados ciertos rasgos.
Además hay otro testimonio de esta cultura: "la candela de San Marcos", cuyo origen es tan remoto como la llegada de los pobladores celtas y que, si bien en las tinieblas paganas las celebraban para purificar el ambiente de los espíritus malignos, en la época cristiana se utilizaron en honor de cántico. Actualmente dicha candela se enciende en la velada de San Marcos Evangelista (noche del 24 de abril), Patrón del pueblo.

### Época romana
Los soldados de Roma habitaron nuestro pueblo no por la bondad de las tierras, sino en búsqueda de minerales estratégicos pues en las Mariánicas encontraban el mayor y excelente cobre. Nos dejaron varios topónimos: Moriscote, calzada, Angarilla del latín angarro (acarreo de minerales); 250 hornos de fundición de este mineral, tumbas en las proximidades a las minas, monedas de todas las épocas.
Sin embargo, de nuevo es el santuario el emplazamiento en el que existe un importante testimonio: un ara romana de mármol procedente de la Alconera y que, según Navascues, solamente le falta el soporte donde sacrificaban las reses ofrecidas a los dioses, además hay dos tambores de columnas de granito, piedras de sillería y un capitel entero.

### Época visigoda
Sobre esta población continúan los visigodos pues tanto en la ermita como a dos kilómetros, en Valcavado, hay unos capiteles idénticos que indican la interdependencia y el origen común en la manufactura. Sobre una de estas columnas hay la inscripción de Teodomiro, con fecha del 662 en latín macarrónico.
En la ermita hay también una hermosa celosía de piedra parece ser de origen visigodo. Sin embargo, otros autores opinan que ésta es un ventanal mudéjar y por último, hay arqueólogos que la catalogan en la época ojival.
Lo que es auténticamente visigodo es el lateral de un sarcófago que está detrás del Escudo de los Suárez de Figueroa (de nuevo este hallazgo lo encontramos en el mencionado santuario) y que consta de una concha, símbolo del bautismo, una cruz visigoda entre el alfa y la omega, unos pétalos y unas palomas con bellotas en la boca.

### Época árabe
De esta época aún conservamos 21 topónimos, como nora, alcaicería, mogea... pero la única huella son unas modificaciones mozárabes en el ara romana antes mencionada.

### De la época templaria al siglo XVII
Esta villa tuvo una relación muy conflictiva con el titular de la Casa de Feria, de tal forma que en la segunda mitad del siglo XVIII los conflictos afloraron con una extraordinaria virulencia.
Para encontrar las causas hemos de remontarnos al final del Medievo. En 1230 Alfonso IX de León, logró conquistar a los musulmanes en la zona de Jerez de los Caballeros, por lo que Oliva fue arrebatado a los árabes y quedó integrada a la Orden del Temple para que se encargase de fortificarla y defenderla. (Como reminiscencia de la etapa de gobierno de la Orden del Temple sobre el Baylío de Jerez, se ha seguido la tradicional costumbre según la cual todos los bienes aportados al matrimonio pertenecen a los dos cónyuges en igualdad de condiciones y se sometían a partición como si fueran bienes gananciales. Por lo tanto no se tiene en cuenta lo aportado por cada uno de los dos en el momento del casamiento. A esta tradición se le conoce como Fuero de Baylío).
Cuando el Papa Clemente V abolió la Orden del Temple, Oliva pasó a la jurisdicción real.
El día 23 de noviembre de 1337, hallándose el rey Alfonso XI de Castilla en la ciudad de Sevilla, donó a Pedro Ponce de León el Viejo, señor de Marchena y de Bailén y tataranieto del rey Alfonso IX de León, el municipio de Oliva de la Frontera, y Pedro Ponce de León, a fin de aumentar la población de la localidad, donó a los vecinos y concejo una porción del término del municipio para que fuese trabajado por los vecinos.
Resultaron infructuosos los intentos de que creciese la población por la inestabilidad de la zona, cercana a la frontera de Portugal, por eso Pedro Ponce de León, nieto de Pedro Ponce de León el Viejo, la vendió en 1402 a Gomes Suárez de Figueroa por 5378 doblas moriscas, 25 marcos de plata, 375 doblas de plata y 9 reales del mismo metal, pasando a incorporarse al Ducado de Feria.
Debe señalarse que Oliva de la Frontera y Valencia del Mombuey, aun siendo parte del Estado de Feria, desde el punto de vista geográfico, se mantuvieron siempre como enclaves aislados del resto del Señorío, no teniendo comunicación con los restantes territorios del mismo sino a través de Jerez de los Caballeros.
Como consecuencia de las guerras hispanoportuguesas del siglo XIV, en esta época el lugar se encontraba en ruinas y casi despoblado, reduciéndose su censo a cuatro vecinos. Para incentivar la llegada de pobladores, don Gomes otorgó una carta-puebla en el mismo año de la compra en la que daba un conjunto de ventajas, exenciones fiscales y créditos, de tal forma que las tierras se daban a los campesinos en usufructo. No accedían a la plena propiedad de la misma, pero se les daba la seguridad de que, mientras cumpliesen lo estipulado, mantendrían el usufructo. Además se construyó una fortaleza para defender el vecindario de los ataques procedentes del otro lado de la frontera.
La carta-puebla fue un documento vital para el futuro de la población, no solo porque cumplió su objetivo repoblador (en el primer cuarto del siglo XVI, la población era de 1800 habitantes), sino porque se estableció un dominio total de los Suárez de Figueroa.
El 8 de enero del 1654 el poblado fue arrasado por los portugueses en el transcurso de la Guerra de Separación de Portugal del trono de España. Oliva fue saqueada por los lusos que arruinaron la iglesia, el ayuntamiento y el castillo. La destrucción debió alcanzar enormes proporciones pues el 28 de enero de 1660, una vez firmada la paz, el gobernador del Estado de Feria D. Gómez Becerra visitó la villa para el reconocimiento de los bienes del duque y procurar las medidas adecuadas para la recuperación de la población.

### Siglo XVIII
En 1705 sufrió nuevos ataques durante la guerra de sucesión española.
Estas guerras ocasionaron una sensible disminución de sus habitantes pues en 1591 (sesenta años antes del conflicto) vivían 517 vecinos y en 1751 (más de ochenta años después) solo había 477.
La etapa más virulenta en el enfrentamiento entre los vecinos de Oliva y el duque de Medinaceli, se inició en los años 1773-1775 y se prolongó durante más de veinte años. La razón para desear separarse de la jurisdicción es que desde 1742 el duque les había cobrado terrazgo en todo el término, apropiándose de la bellota y del agostadero de la dehesa del Campo. Finalmente el 16 de octubre de 1776, el auto de vista falló a favor de la villa de Oliva, consiguiendo en 1788 su exención como villa independiente, y su victoria fue un ejemplo que trataron de difundir el resto de las villas.

### Siglo XIX
A partir de 1810 las dificultades de los oliveros fueron muy grandes, pues Extremadura fue teatro de varias operaciones militares en la Guerra de la Independencia. Hubo asentamientos de tropas francesas en Oliva en los años 1810, 1811 y 1812. Además las tropas pasaron por ella y se les suministraron abundantes víveres. El total de las deudas de los dos ejércitos se cifraba en 1 841 396 reales, hecho que produjo la ruina de un grupo cuantioso de oliveros.
A la caída del Antiguo Régimen Oliva de Jerez se constituye en municipio constitucional en la región de Extremadura. Desde 1834 quedó integrado en el partido judicial de Jerez de los Caballeros. En el censo de 1842 contaba con 856 hogares y 3410 vecinos.
Pronto se recuperó la localidad, sin embargo, de los daños sufridos, iniciándose una nueva etapa de expansión. Así, en 1857 presentaban 4243 moradores y el cuarto de siglo siguiente ganó un millar más, alcanzando en 1877 los 5605.
Crónicas del siglo XVIII mencionan todavía su fortaleza como existente aunque en estado muy maltrecho. Aunque en la actualidad no hay ningún vestigio de esta obra, la villa constituye un centro bien urbanizado y moderno, de casas encaladas, con amplias calles y atractivas plazas, cuyo hermoso paseo de las Palmeras se trata, sin duda, de una de las realizaciones de su especie más conseguidas de toda la región, por su amplitud y cuidada presencia.

## Demografía
El municipio tiene una superficie de 149.37 km2. En 2022 tenía una población de 5010 habitantes y una densidad de 33.54 hab/km2. De este modo, es la segunda localidad más poblada de la comarca Sierra Suroeste, siendo tan solo superada por Jerez de los Caballeros (cabecera comarcal).
Tras un aumento progresivo de la población a lo largo de los siglos, experimentó un fuerte crecimiento durante la segunda mitad del siglo XIX y la primera mitad del siglo XX. Sin embargo, esta situación se vio frenada a mediados de siglo por el éxodo rural, al igual que en el resto de Extremadura, provocando una disminución rápida de la población que duró hasta la década de 1980. Actualmente la tendencia sigue a la baja, pero de forma más lenta (en torno a 40-60 habitantes por año).
| Gráfica de evolución demográfica de Oliva de la Frontera entre 1842(1) y 2021                                                                                         |
| |
| (1) En estos censos se denominaba Oliva de Jerez Población de derecho según los censos de población del INE Población de hecho según los censos de población del INE. |

| Gráfica de evolución demográfica de Oliva de la Frontera entre 1998 y 2022 |
|                                                                            |
| Población a 1 de enero según el padrón municipal del INE.                  |

| Evolución demográfica de Oliva de la Frontera desde el año 2000 | Evolución demográfica de Oliva de la Frontera desde el año 2000 | Evolución demográfica de Oliva de la Frontera desde el año 2000 | Evolución demográfica de Oliva de la Frontera desde el año 2000 | Evolución demográfica de Oliva de la Frontera desde el año 2000 | Evolución demográfica de Oliva de la Frontera desde el año 2000 | Evolución demográfica de Oliva de la Frontera desde el año 2000 | Evolución demográfica de Oliva de la Frontera desde el año 2000 | Evolución demográfica de Oliva de la Frontera desde el año 2000 | Evolución demográfica de Oliva de la Frontera desde el año 2000 | Evolución demográfica de Oliva de la Frontera desde el año 2000 | Evolución demográfica de Oliva de la Frontera desde el año 2000 | Evolución demográfica de Oliva de la Frontera desde el año 2000 | Evolución demográfica de Oliva de la Frontera desde el año 2000 | Evolución demográfica de Oliva de la Frontera desde el año 2000 | Evolución demográfica de Oliva de la Frontera desde el año 2000 | Evolución demográfica de Oliva de la Frontera desde el año 2000 | Evolución demográfica de Oliva de la Frontera desde el año 2000 | Evolución demográfica de Oliva de la Frontera desde el año 2000 | Evolución demográfica de Oliva de la Frontera desde el año 2000 |
| 2000                                                            | 2001                                                            | 2002                                                            | 2003                                                            | 2004                                                            | 2005                                                            | 2006                                                            | 2007                                                            | 2008                                                            | 2009                                                            | 2010                                                            | 2011                                                            | 2012                                                            | 2013                                                            | 2014                                                            | 2015                                                            | 2016                                                            | 2017                                                            | 2018                                                            |                                                                 |
| --------------------------------------------------------------- | --------------------------------------------------------------- | --------------------------------------------------------------- | --------------------------------------------------------------- | --------------------------------------------------------------- | --------------------------------------------------------------- | --------------------------------------------------------------- | --------------------------------------------------------------- | --------------------------------------------------------------- | --------------------------------------------------------------- | --------------------------------------------------------------- | --------------------------------------------------------------- | --------------------------------------------------------------- | --------------------------------------------------------------- | --------------------------------------------------------------- | --------------------------------------------------------------- | --------------------------------------------------------------- | --------------------------------------------------------------- | --------------------------------------------------------------- | --------------------------------------------------------------- |
| 5 925                                                           | 5 933                                                           | 5 881                                                           | 5 835                                                           | 5 751                                                           | 5 721                                                           | 5 657                                                           | 5 718                                                           | 5 676                                                           | 5 612                                                           | 5 573                                                           | 5 539                                                           | 5 513                                                           | 5 482                                                           | 5 461                                                           | 5 403                                                           | 5 340                                                           | 5 256                                                           | 5 195                                                           |                                                                 |

## Comunicaciones
- EX-112 : comunica con Jerez de los Caballeros y Villanueva del Fresno.
- EX-317 : comunica con Encinasola (Huelva).
- BA-078 : comunica con Zahínos e Higuera de Vargas.
- BA-102 : comunica con Valencia del Mombuey.

## Economía
La principal riqueza de la población es la agricultura y la ganadería, en particular del ganado porcino (cerdo ibérico). Aunque también es importante el ganado ovino y vacuno.
Existen industrias de transformación agraria, fábricas de aglomerado de corcho, piensos, tapones de corcho, industrias de chacinería, carbón, fábricas de dulces, fabricación de hachas para la poda y saca de corcho que son exportadas a toda España, imprentas y multitud de comercios, ferreterías.

## Servicios públicos
Educación y Cultura
- CEIP Maestro Pedro Vera.
- IES Virgen de Gracia.
- Guardería municipal
- Casa de la Cultura
- Biblioteca municipal Martín Rodríguez Contreras
- Auditorio Ildefonso Gata Pimienta
- Centro local de idiomas
- Escuela municipal de música

Sanidad
- Centro de salud de Oliva de la Frontera
- Centro de atención a personas dependientes
- Pisos tutelados

Seguridad
- Policía local
- Cuartel de la Guardia Civil

Otras instalaciones
- Estación de autobuses
- Mercado de abastos
- Piscina municipal
- Complejo polideportivo Basilio Sánchez Núñez
- Centro juvenil
- Cementerio municipal
- Tanatorio Nuestra Señora de Gracia

## Entorno natural
Oliva de la Frontera está situada en una zona de dehesas que viene desde Zafra hasta las sierras de Huelva. Su finca comunal "Campo Oliva" cuenta con más de 10000 hectáreas, siendo reconocida como área importante para las aves en Europa.
Su naturaleza es privilegiada, existiendo zonas bien conservadas. Podemos encontrar grandes extensiones de encinares adehesados así como sierras donde la degradación ha dado lugar a enormes superficies de jarales, donde las encinas son mucho más escasas y de menor porte. 
Con respecto a la fauna, podemos encontrar al buitre leonado, campeando en busca de los cadáveres de ovejas y cabras (ganado abundante). También, aunque mucho más escaso, se puede observar la gran silueta del buitre negro, procedente de las colonias del norte de la sierra de Huelva. Son frecuentes las siluetas del ratonero común, milano negro y real y águila calzada, aunque por suerte pueden ser relativamente fáciles de encontrar a lo largo del año. También son muy numerosas y abundantes las especies de paseriformes, grupo de aves que engloba a la mayoría de los pequeños pájaros. En total se supera ampliamente las cien especies de aves que podemos observar.

### Campo Oliva

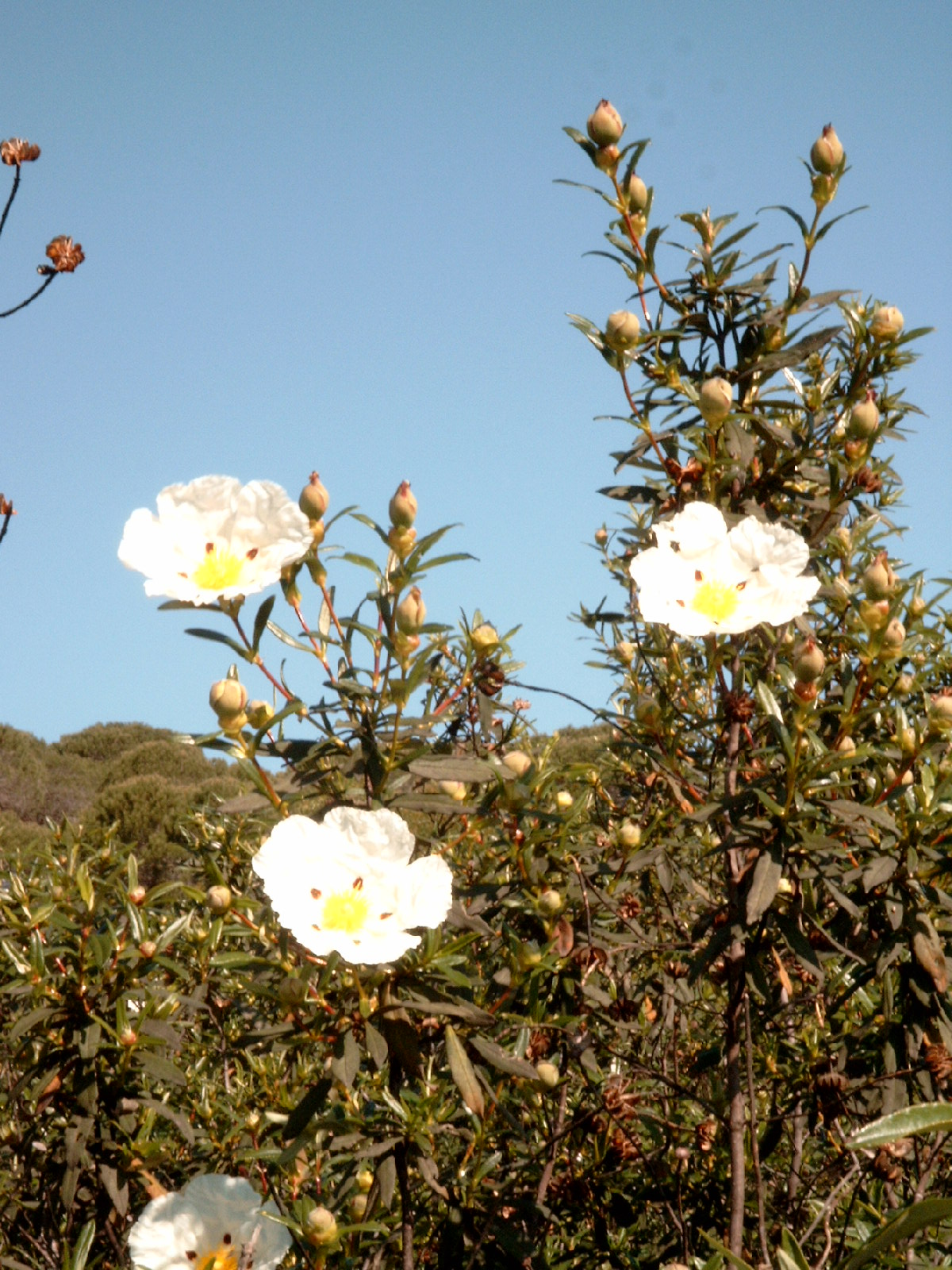
Flor de la jara.

Con una superficie de 10300 hectáreas, esta finca comunal se extiende entre los pueblos de Oliva de la Frontera y Valencia del Mombuey, atravesando de este a oeste la carretera BA-102. Empieza a 3250 km del pueblo y se queda a 4800 km del vecino pueblo de Valencia. Tiene una longitud de 11 kilómetros y una anchura aproximada de 10 km. Su perímetro, que abarca unos 45 kilómetros, en su parte sur sigue durante unos cuantos kilómetros el curso del río Ardila, que hace de frontera natural entre Oliva y Barrancos (Portugal). 
Todo el campo Oliva es una enorme dehesa. La encina es el árbol por excelencia. La mayoría de ellas son centenarias y van desapareciendo, a veces, de un modo preocupante. Afortunadamente, desde hace ya algunos años se han empezado a repoblar algunas zonas.
La jara es el matorral que más abunda. Hace unas décadas había cerros enteros cubiertos de jaras, pero en la actualidad se han recuperado muchas tierras para el cultivo desde que se empezó con la labor de limpieza del matorral. Sin embargo, en los lugares más pedregosos o en las zonas más abruptas, aquellas donde no se puede cultivar, es necesario mantener los jarales, ya que son el hábitat natural de muchas especies animales que en ellas encuentran protección y cobijo y también de especies vegetales, que bajo su abrigo pueden desarrollarse en su plenitud. Un buen ejemplo son los gurumelos, que han sufrido una notable merma al desaparecer las jaras. Este arbusto no llama demasiado la atención, pero su flor es especialmente bella. En la primavera, cuando están en plena floración, los cerros se cubren de una belleza insólita.
El ganado que más abunda en el Campo Oliva es el ganado lanar, después le sigue el ganado caprino y por último el ganado vacuno. 
La fauna salvaje es muy variada y es una gozada para cualquier amante de la naturaleza. Desde los que surcan el cielo como buitres, búhos, milanos o cigüeñas hasta los que les gusta la tierra como comadrejas, zorros, liebres o jabalíes. Los cerros llenos de piedras, que la naturaleza ha colocado a su antojo, son el mejor refugio y guarida para estas especies.

### Chozas y burreras
No se sabe con certeza el origen de las chozas del Campo Oliva, pero parece que se remontan a la época celta. 
La mayoría de los ancianos del pueblo han vivido algún tiempo en una choza, ya que los oliveros prácticamente hacían vida en el campo. Solían ser familias muy numerosas con cuatro o cinco hijos de media. Cuando un hijo se casaba, construía una choza cerca de sus padres, por lo que las chozas estaban muy juntas unas de otras, a escasos metros. Esto se debe a que por aquellos tiempos la tierra era muy importante, de la cual salía todo el sustento de la familia. Por eso, se pretendía tener el máximo de tierra y que la choza ocupara el mínimo espacio. Se construían en la parte más elevada del terreno para mantenerlas alejadas de la humedad y el barro en época de lluvias.
Las primeras chozas, las más antiguas, eran siempre redondas. Posteriormente, cuando la cama se fue modernizando, aparecieron las chozas rectangulares. Aunque el nombre más extendido es el de chozas o chozos, cualquiera que sea su forma. 
Al lado de la choza siempre estaba la burrera, lugar de cobijo para las bestias (los burros y mulos), imprescindibles para el trabajo de aquella época. Una de las paredes de la choza servía para su construcción, de este modo quedaba unida al conjunto, aunque tenían la puerta independiente una de otra. Tenía un amplio hueco en el medio de manera que desde el interior se podía pasar de un sitio a otro. Este hueco no tenía puerta y permitía el paso de un hombre a la burrera mientras que las bestias no podían pasar a la choza. Se supone que en tiempos de escasez de leña, con el calor que desprendían los animales era suficiente para mantener la choza a una buena temperatura durante los fríos de invierno. 

### Hornos
Al principio las chozas no tenían horno. Todavía hay restos de lo que eran una especie de hornos comunitarios para cocer el pan entre los vecinos.
Con el tiempo todas las chozas tuvieron un horno propio, para facilitar la labor y no tener que desplazarse a veces durante varios kilómetros. De hecho, por aquellos tiempos se venía al pueblo solo unas tres o cuatro veces al año, principalmente en las fiestas. 
En el campo se las tenían que apañar para comer lo que tuvieran, por eso el horno cumplía una función muy importante, que era la de abastecer de pan a la familia, ya que el pan era el alimento básico. En una misma hornada se hacían veinticinco o treinta panes (de más de un kilo) y hasta que no se terminaba al cabo de siete u ocho días (dependía del número de comensales) no se volvía a hacer de nuevo. No estaba permitido ningún tipo de derroche, eran muchas las bocas a comer y muy poco lo que tenían para poner en la mesa.

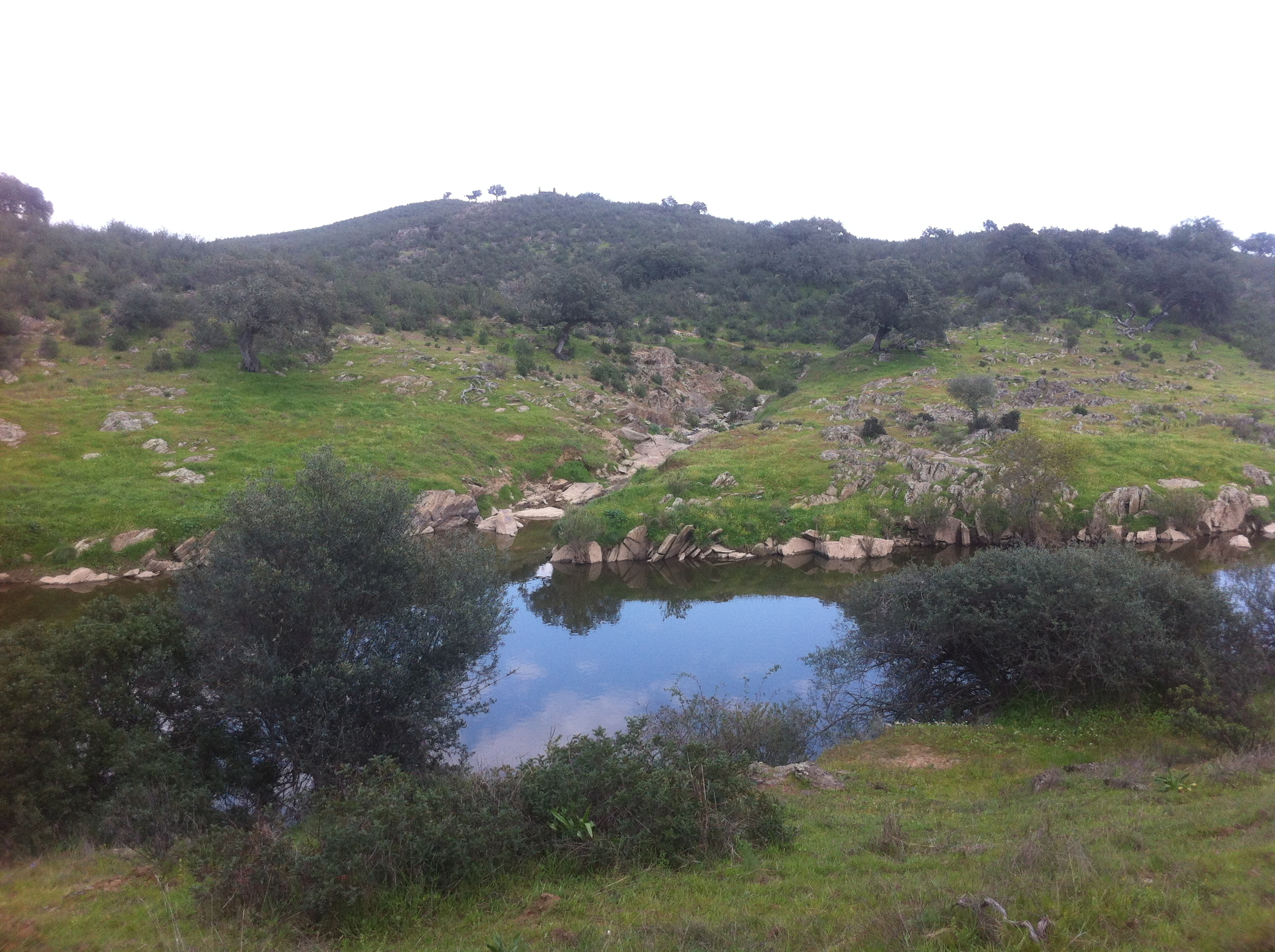
Río Ardila, a su paso por Oliva de la Frontera

### Ribera del río Ardila
Desde Oliva y por la carretera de Encinasola, podemos llegar hasta el río Ardila. El río se convierte en la frontera con Portugal al sur de la sierra del Oratorio. Todo este trayecto, que, por supuesto, hemos de hacer a pie, discurre por unos parajes de sierras, talladas por el río, que son de una belleza impresionante.

### Paraje de Villasirga
Es el lugar adecuado para pasar un día de campo, en un entorno único, donde se respira paz y armonía. Las aguas del embalse se reflejan como un espejo. Las encinas y las nubes aparecen en el fondo y agua y cielo se funden en un abrazo de color azul intenso.
Unos amplios merenderos de piedra serán los aliados para disfrutar de una estupenda comida. Y es que en el campo, al aire libre, todo tiene un sabor diferente, todo sabe mucho mejor.

## Patrimonio y urbanismo
Es durante el siglo XVI y principios del XVII cuando en Oliva de la Frontera se erigen numerosas edificaciones religiosas. Parece ser que fueron seis o siete ermitas las que se edificaron. Sin embargo, en 1654, los portugueses invadieron el pueblo, no quedando casas en pie. Volaron tanto el castillo como todas las ermitas existentes, menos la de San Pedro y la de la Virgen de Gracia. Todo el patrimonio que se conserva en la localidad es posterior a esta fecha.
Un elemento peculiar en Oliva es la conducción abovedada subterránea por la que en el pasado se canalizaba bajo el caserío el arroyo Oliva, que pasaba por el centro del pueblo y lo atravesaba el pueblo de nordeste a suroeste. Por ello, en la actualidad la población constituye un centro evolucionado, moderno y bien urbanizado, con casas encaladas, amplias calles y sugestivas plazas, cuyo vistoso paseo de las Palmeras resulta uno de los ámbitos de su especie más atractivos de la región. Debe resaltarse, además, que el crecimiento se ha realizado de manera inteligente, sin menoscabo para su fisonomía y características tradicionales.

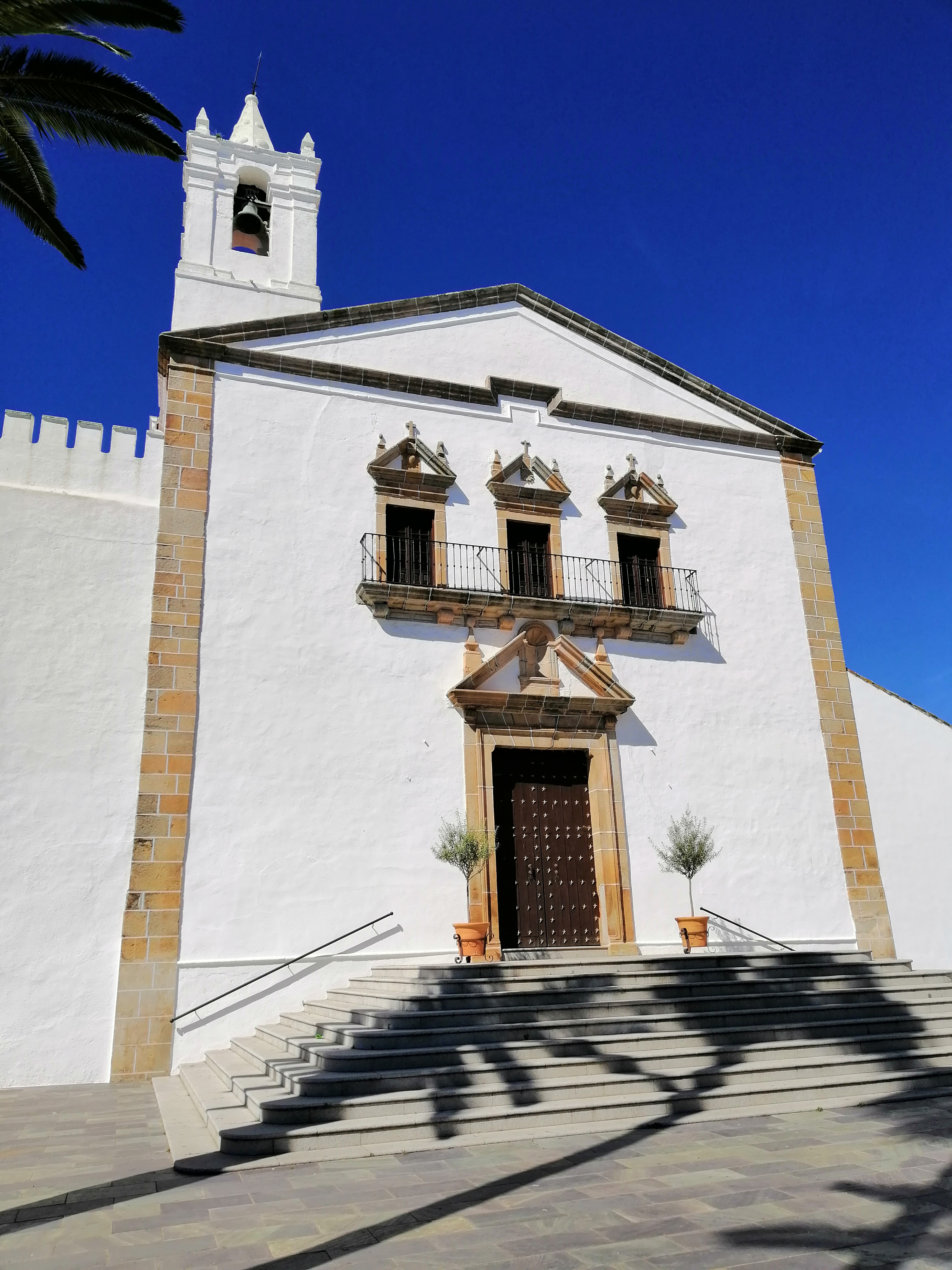
Iglesia de San Marcos Evangelista

## Patrimonio

### Iglesia parroquial de San Marcos Evangelista
En el aspecto monumental se significa la iglesia parroquial católica bajo la advocación de San Marcos Evangelista, en la archidiócesis de Mérida-Badajoz. Es un edificio singular situado en el centro de la población, presidiendo su hermosa plaza y adornada por una escalinata, en la que se representan algunas escenas de la famosa Pasión Viviente olivera. Se trata de una edificación de gran porte y elegante traza neoclásica con planta de cruz latina, erigida en el siglo XVIII sobre otra precedente. Su amplio inferior es de nave única y cúpula sobre el crucero. El retablo mayor es de fábrica con grandes columnas exentas, según el modelo de la época. Una airosa balconada y una somera torre presiden la severa fachada clasicista.

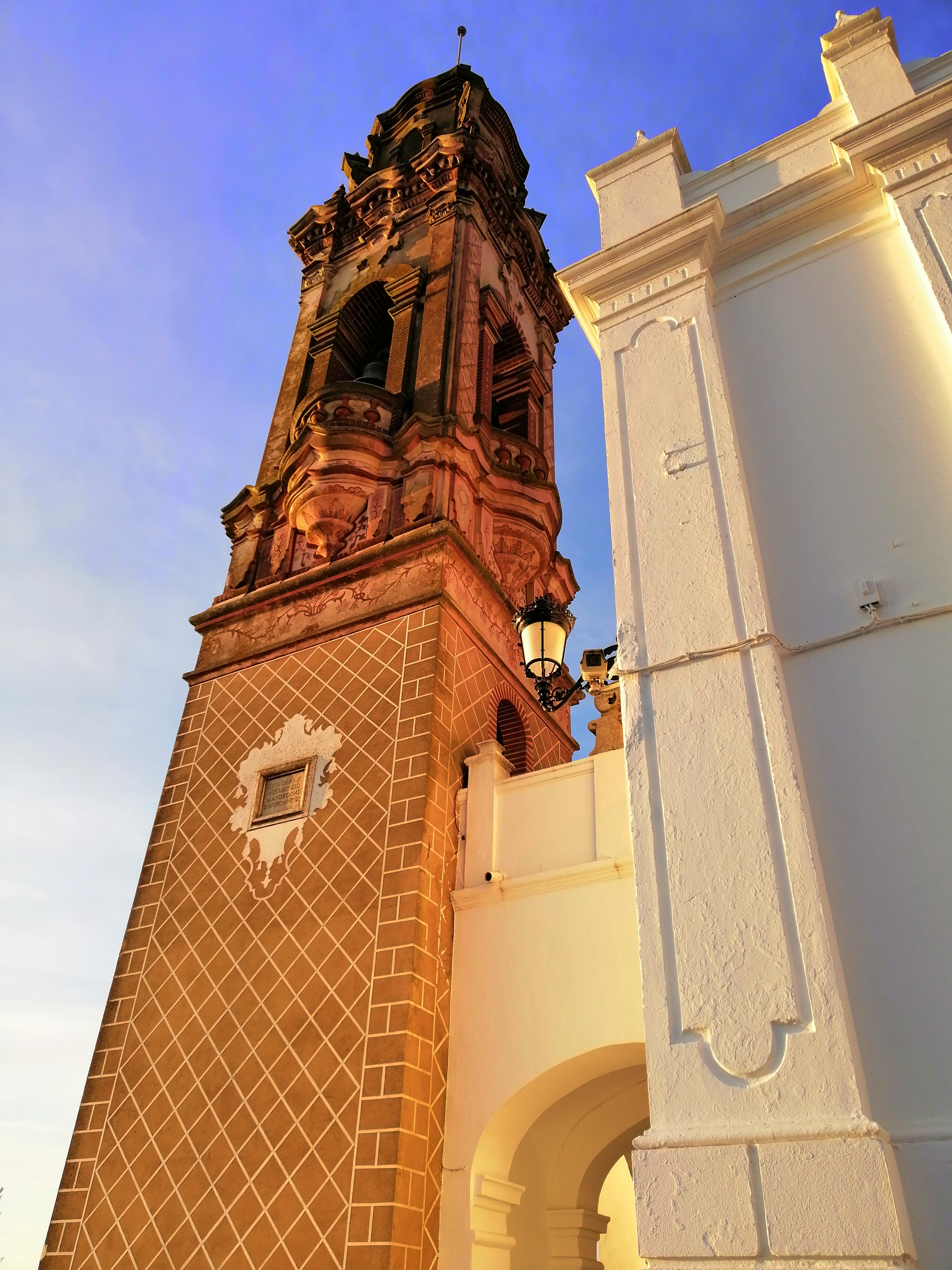
Torre del Santuario de Nuestra Señora Virgen de Gracia

### Santuario de la Virgen de Gracia
De especial significación como su hito más representativo es el santuario de Nuestra Señora de Gracia, de soberbia torre barroca comparable con las de Jerez de los Caballeros. La obra, levantada en el siglo XV en un cerro situado a las afueras del pueblo, quizá sobre una basílica visigoda anterior, fue remodelada en el XVIII y XIX. Su aspecto actual data de la reconstrucción prácticamente total realizada a principios del siglo XX según proyecto del mayordomo Rafael Béjar Mendoza.
Presenta cuerpo de tres naves con triple cabecera y camarín con rica decoración barroca de estucos y pinturas populares. Al exterior conserva la portada gótica de los pies, único vestigio del edificio primitivo, coronada por el escudo de los Suárez de Figueroa. Sobre el atrio delantero, y como obra independiente, se alza la hermosísima torre barroca, concluida en 1772 y rehabilitada en 1995 por los alumnos de la Escuela Taller de Oliva de la Frontera, dirigidos por técnicos competentes.
En su interior se encuentra la imagen de la Virgen de Gracia, patrona de la localidad. Se trata de una talla románico-gótica de delicada piedra de alabastro, toda ella muy fina, transparente y refulgente, que se cree que fue traída por los Caballeros Templarios desde Italia en el año 1230.
Junto al santuario, en el atrio, se encuentran también un crucero de piedra y la Casa del Ermitaño, construida a finales del siglo XVIII.

### Otras construcciones
- Ermita de San Pedro, que data del siglo XVII. Es obra de mérito en la que se distingue su amplia cabecera cupulada.
- Capilla del convento de las Hermanas de la Cruz, construida en 1955. Situada en pleno paseo de las Palmeras, cuenta con un modesto exterior y ampulosa decoración interior realizada en estuco.
- Ermita de San Isidro Labrador, situada en la Dehesa Boyal, a 3 kilómetros del pueblo. Fue construida en 1972 y en torno a ella se celebra, cada 15 de mayo, una romería en honor al santo.
- Cruz de los Caídos, dedicada a los fallecidos durante la guerra civil española. Está situada junto al Santuario de la Virgen de Gracia.

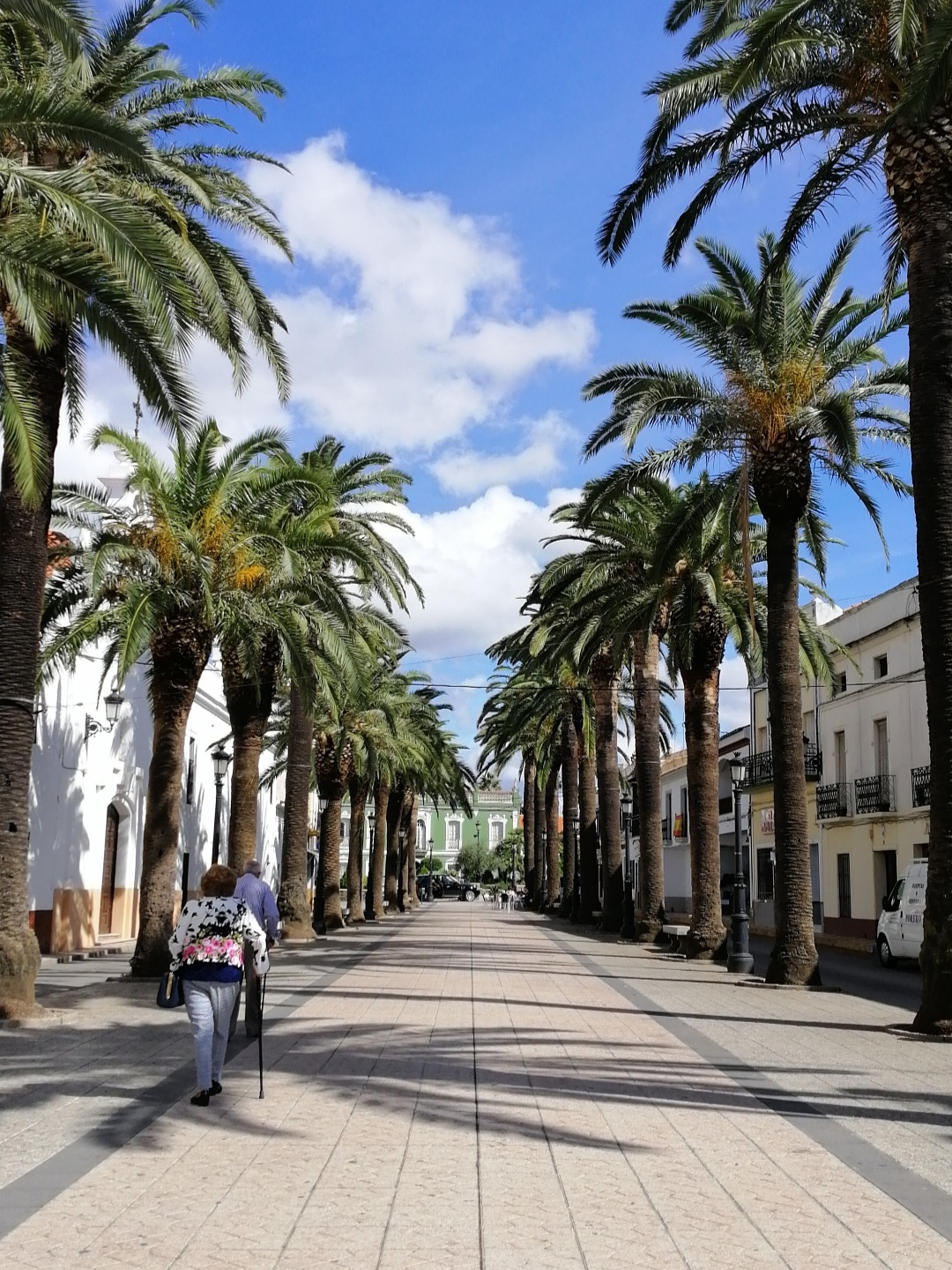
Paseo de las Palmeras

### Otros elementos
- Paseo de las Palmeras: se encuentra en pleno centro del pueblo, junto a la iglesia de San Marcos. Se trata, sin duda, de una de las realizaciones de su especie más conseguidas de toda la región por su amplitud y cuidada presencia. Es uno de los puntos neurálgicos de la localidad, donde la gente acude a pasear o a tomarse algo en los numerosos bares que hay en su entorno.
- Plaza de España, situada a continuación del paseo. Desde su última remodelación, en el año 2006, está presidida por una gran fuente en la que se aprecia una imagen del escudo de Oliva, obra del artista olivero José Manuel Gamero Gil.
- Numerosos edificios civiles del siglo XIX, entre los que se contaba con el ayuntamiento, peculiarizan el paisaje constructivo de esta bonita y bien cuidada población.
- Obelisco de la plaza del Ayuntamiento.
- Museo Las Fronteras.
- Monumento a los Contrabandistas: ubicado al comienzo de la calle San Pedro, a pocos metros de la ermita del mismo nombre. Fue construido en honor a todas aquellas personas que se dedicaron al contrabando durante la posguerra, cruzando la frontera para conseguir víveres en una época de escasez.
- Monumento a Timoteo Pérez Rubio, reconocido pintor olivero del siglo XX, responsable del traslado a Ginebra (Suiza) de buena parte del Tesoro Artístico Nacional para su salvación durante la Guerra Civil.
- Monumento al teniente António Augusto de Seixas, que durante la guerra civil española salvó a cientos de extremeños de morir represaliados. Obra del artista olivero Antonio Borrallo, fue inaugurado en 2011.[12]
- Monumento a los Donantes de Sangre, junto al centro de salud.

## Ferias y fiestas

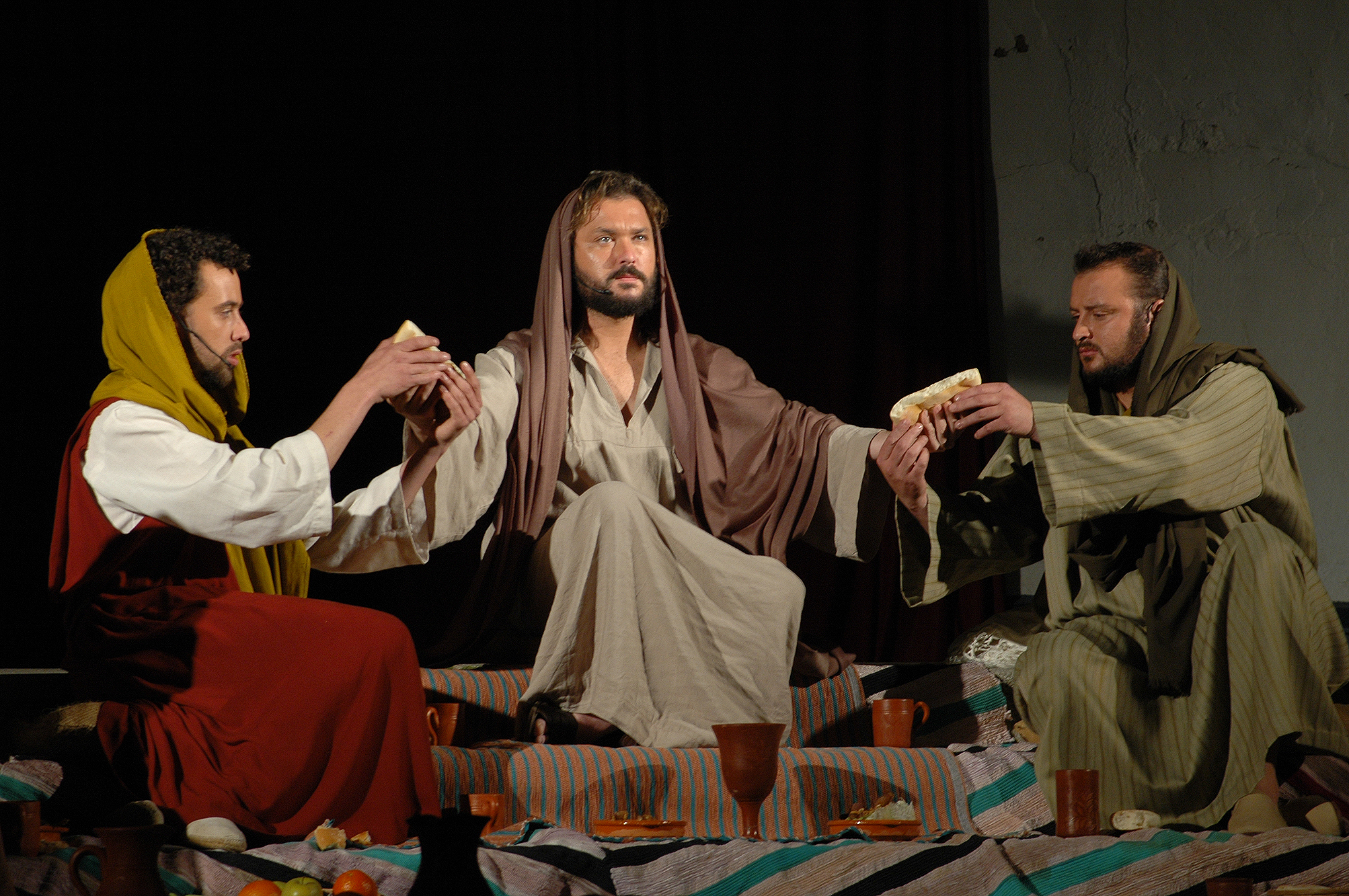
Pasión Viviente en Oliva de la Frontera.
La Última Cena.

### Semana Santa

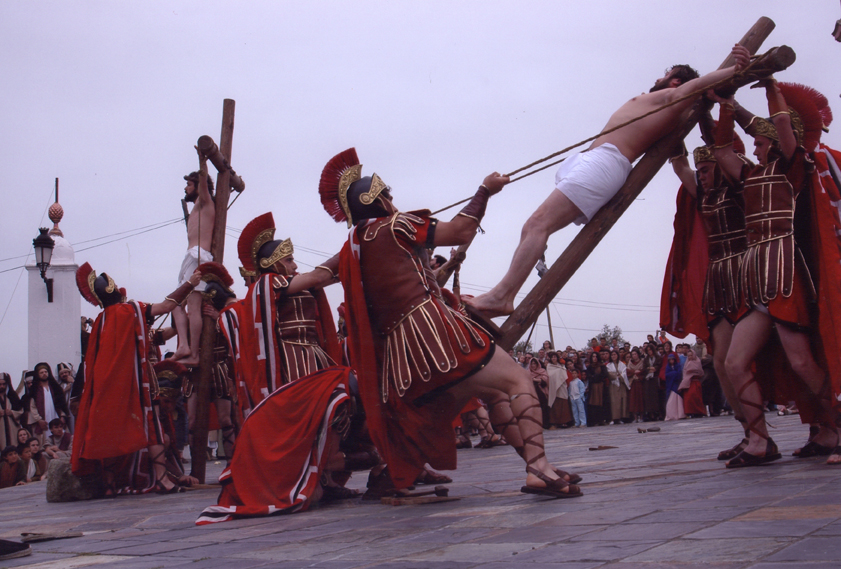
Pasión Viviente en Oliva de la Frontera.
Crucifixión y Muerte de Jesús.

#### Pasión Viviente de Oliva de la Frontera
Es el evento cultural más destacado del pueblo, donde se representa con emoción las escenas de la Pasión de Cristo durante la Semana Santa. Este acto se desarrolla desde 1976, siendo declarada Fiesta de Interés Turístico Regional en 1997 y Fiesta de Interés Turístico Nacional en 2018. Cuenta con más de 500 actores locales, que trabajan durante meses para que la representación se lleve a cabo año tras año. En la Pasión Viviente se representan las siguientes escenas:
- Domingo de Ramos:
  - Entrada en Jerusalén.
  - Llegada de Jesús al Templo.

- Jueves Santo:
  - La Última Cena.
  - Oración en el Huerto de los Olivos.
  - Juicio ante Caifás.

- Viernes Santo:
  - Juicio ante Pilatos
  - Juicio ante Herodes
  - Camino del Calvario
  - Crucifixión y Muerte
- Domingo de Resurrección
- Resurrección de Jesús
- Encuentro con sus discípulos

#### Procesiones
No obstante, con menor apogeo que la Pasión Viviente, Oliva de la Frontera cuenta también con una Hermandad, llamada Hermandad de la Santa Cruz, que es la encargada de sacar a procesionar los pasos en Oliva. Dicha Hermandad data de 1761, aunque tuvo sus años dorados en la década de 1990, cuando un grupo de personas se reunieron con el párroco de la localidad para realzar los desfiles procesionales. Por entonces se restauraron las andas, las imágenes, otras se hicieron nuevas, y la gente colaboraba. Hoy en día, la afluencia de gente a los actos organizados por la Hermandad es escasa, pero no por ello menos importante. Siguen procesionando sus pasos y con mucha devoción los penitentes acompañan a sus imágenes.
Las imágenes que salen a la calle son las siguientes, según orden de salida y día:
- Martes Santo: Señor Orando en el Huerto, Señor Amarrado a la Columna y María Santísima de la Guía.
- Miércoles Santo: Nuestro padre Jesús nazareno (vía Crucis)
- Viernes Santo: 
  - Procesión del Santo Entierro: María Santísima de la Piedad, Santo Entierro y Santísima Virgen de los Dolores.
  - Procesión de la Soledad: Santísima Virgen de los Dolores.

### Feria de San Marcos
Son las fiestas patronales de la localidad y tienen lugar los días 24 y 25 de abril. La noche del 24 se celebra la nombrada "Candela de San Marcos", la cual se dice que es una tradición de origen celta. Al día siguiente, el día 25, se celebra una misa y una procesión que discurre por las calles de la localidad en honor al Patrón San Marcos. Los oliveros se levantan temprano con su espíritu de fiesta y se pasan todo el día de fiesta.

### Romería de San Isidro Labrador
Es una romería que se celebra el 15 de mayo en la Dehesa Boyal, a unos 3 km de la localidad, donde está situada la ermita de San Isidro Labrador. Una semana antes se trae la imagen de San Isidro desde su ermita a la parroquia de San Marcos Evangelista. El día 15 se celebra una Misa en la puerta de la parroquia y a continuación se inicia el Camino hacia el lugar de la Romería. El Santo es acompañado por romeros a pie y a caballo, además carretas y carrozas engalanadas para el evento. Es tradición que ese día la gente del pueblo haga una especie de caseta a los alrededores de la ermita, para pasar el día en el campo con los suyos acompañados de música y comida. También para amenizar la fiesta en el lugar se suelen instalar algunos bares, discotecas, casetas...

### Día de la Virgen
Se celebra el día 15 de agosto, coincidiendo con la festividad de Asunción de María. Por la fecha en la que se celebra, el pueblo se encuentra a rebosar de emigrantes que vienen a pasar unos días con la familia. En los nueve días anteriores se celebra una novena en honor a la Virgen de Gracia en el santuario, a la que suele acudir gran cantidad de personas.

### Feria de Septiembre
Aun siendo San Marcos el patrón del pueblo, esta es la feria con mayor afluencia. Se celebra de jueves a domingo, siempre en torno al 17 de septiembre.

### Feria de la Dehesa
Se celebra cada año desde 2009, cuya fecha depende del año, aunque siempre en primavera. Los fines con los que se creó esta feria son varios: potenciar el desarrollo sostenible de la dehesa, mostrar los principales productos y actividades relacionados con ella. En esta feria se desarrollan actividades para todos los públicos, teniendo siempre presente los recursos naturales de la dehesa.

## Gastronomía
Con respecto a la gastronomía, esta localidad presenta platos tradicionales de Extremadura, como son migas, caldereta de cordero, gazpacho o cocido extremeño. En cuanto a la repostería encontramos dulces tradicionales como son perrunillas, rosquillas, flores, cortadillos, roscas caseras…
Sin embargo, el producto estrella de la gastronomía olivera es el embutido. Oliva se encuentra en una zona con una amplia producción de chacinas de cerdo ibérico, como son los chorizos, morcones, morcillas, salchichones, lomos y jamón. Existen tanto fábricas de productos ibéricos como particulares, que realizan las tradicionales "matanzas" para generar productos para consumo propio, ya que en las dehesas de esta localidad es muy abundante el cerdo ibérico.

## Ciudades hermanadas
- Caldas da Rainha (Portugal)